# Колин Касиди
Уилям „Бил“ Морисей  (роден на 16 август 1986) е американски кечист (професионален борец).
Работи с WWE, където се бие под името Големият Кас, изменено от предишното му име Колин Касиди.

## Професионална кеч кариера

### Ранна кариера (2010 – 2011)
Морисей се би под името Големият Бил Йънг в компанията World of Unpredictable Wrestling (WUW) през 2010, притежавана от треньора, Джони Роц.

### WWE

#### Florida Championship Wrestling (2011 – 2012)
През юни 2011, WUW обяви, че Морисей е подписал с Florida Championship Wrestling (FCW), която беше развиващата се територия на WWE по това време. Морисей се появи за пръв път по телевизията на FCW през юли 2011, изобразявайки декана на Университета във Флорида. Морисей се би в първия си телевизионен мач под името Колин Касиди на 4 септември в епизод на FCW TV и загуби чрез дисквалификация от Ричи Стиймбоут. Касиди не намери незабавен успех и продължи да губи мачове до края на 2011 и началото на 2012. Касиди най-накрая отбеляза първата си победа на 11 март 2012 в епизод на FCW TV, побеждавайки Кенет Камерън. Последният му мач на FCW TV се излъчи на 7 юли 2012 и в него победи Ейдън Инглиш.

#### NXT (2012 – 2016)
Когато WWE смени развиващата им се територия, FCW, в NXT през август 2012, първият телевизионен дебют на Касиди в NXT беше на 5 юни 2013 със загуба от Мейсън Раян. След това Касиди сформира съюз с Ензо Аморе, който също загуби в дебюта си от Мейсън Раян, и се определяха като „най-истинските“. В реалния живот, Морисей (Касиди) срещна за пръв път Ерик Арндт (Аморе), когато Морисей беше на 15 и са играли баскетбол заедно в Клетката в Манхатън, Ню Йорк близо 10 години преди да се съберат в NXT през август 2013.
Раян победи Касиди и Аморе в последователни индивидуални мачове, но загуби от тях в хандикап мач. Раян се изсмя последен, когато коства на Аморе и Касиди атака от Тонове Фънк (Бродус Клей и Тенсай). След враждата им с Раян, Аморе и Касиди започнаха да враждуват с Александър Русев, Силвестър Лефорд и Скот Доусън. На 25 септември в епизод на NXT, Аморе и Касиди участваха в пореден мач за бъдещ мач за Отборните титли на NXT; те започнаха мача, първо победиха Си Джей Паркър и Тайлър Брийз, тогава победиха Русев и Доусън, но не успяха срещу последните им опоненти, Възкачване (Конър О'Брайън и Рик Виктор).
През ноември 2013, Аморе си счупи кракът по време на тренировка., което остави Касиди да се бие в индивидуални мачове, враждувайки с Ейдън Инглиш. Аморе се завърна на 26 юни на NXT, спасявайки Касиди от атаката от Лефорд и Маркус Луис. В началото на Август, Аморе и Касиди се биха в турнир за Отборните титли на NXT. Те победиха Джейсън Джордан и Тай Дилинджър в първия кръг, но бяха елиминирани от Водевиланс (Ейдън Инглиш и Саймън Гоч) във втория кръг. Лефорд и Луис възстановиха враждата с Аморе и Касиди, като ги атакуваха и обръснаха брадата на Аморе. След това, Аморе предизвика Лефорд в мач със залагане на косите им на NXT Завземане: Фатална четворка. Аморе спечели мача, но Лефорд избяга, оставяйки партньора му Луис, който загуби своите коса и вежди от Аморе и Касиди.
Аморе и Касиди се съюзиха с дебютиращата Кармела, когато дуото случайно костваше работата на Кармела като фризьорка, в сюжет, за да я накара да поиска да си намери работа като професионална кечистка. Кармела направи телевизионния си дебют на ринга на 16 октомври 2014 на NXT.
През март 2015, Аморе и Касиди започнаха вражда с Отборните шампиони на NXT Блейк и Мърфи, след като пребиваха Аморе и Касиди, докато се опитваха да свалят Кармела. На 11 март на NXT, Аморе и Касиди победиха Луча Драконите в мач за главни претенденти за титлите срещу Блейк и Мърфи. Аморе и Касиди получиха техния мач на NXT Завземане: Неудържими, в който те загубиха след като Алекса Блис се намеси. На NXT Завземане: Лондон, Ензо и Кас предизвикаха (Даш Уайлдър и Скот Доусън) за Отборните титли на NXT и загубиха. Получиха друг шанс за титлите срещу Възраждане на Препятствие на пътя, но отново бяха победени. На 20 април на NXT, двамата се биха срещу новите Отборни шампиони на NXT Американска Алфа в приятелски мач без заложба, където се провалиха да си победят.

#### Главен състав
На 4 април на Първична сила (нощта преди КечМания), Аморе и Касиди дебютираха и провокираха Дъдли Бойс. Седмица по-късно на Разбиване, Аморе и Касиди победиха Възкачване в техния дебютен мач в главния състав в турнира за главни претенденти за Отборните титли на WWE. Отборът победи Дъдли Бойс на следващата Първична сила в полуфиналите на отборния турнир, стигайки до финалите. Във финала, те се биха срещу Водевиланс на Разплата, но мача приключи без победител, след като Аморе претърпя сътресение по време на мача. През май 2016, името на Касиди се промени на Големият Кас. На 6 ни на Първична сила, Ензо и Кас се биха срещу Водевиланс. Кас видя, че Инглиш се опита да нарани Аморе по същия начин, както на Разплата. Това вбеси Кас и започна да атакува Водевиланс, включително East River Crossing на Гоч. На pay-per-view турнира Договорът в куфарчето, Аморе и Кас се биха срещу Нов Ден, Водевиланс и Карл Андерсън и Люк Галоус в отборен мач Фатална четворка за Отборните титли на WWE, но Нов Ден си запазиха титлите.

## Личен живот
Морисей е роден и е израснал в Куинс, Ню Йорк. Той е учил в Гимназията Архиепископ Молой и служеше като доброволец за съдружник възпитател в приют за бездомни, и член на Националното общество на честта. Играел е баскетбол в последната си година и участва в Главните класическите Ол-Стар игри в Католическата гимназиална асоциация по атлетизъм. След това той получи стипендия да присъстване на Университета в Ню Йорк (NYU), където влезе в пре-медицинския отдел, преди да започне да учи икономика. Той игра като централен в баскетболния отбор на NYU от сезона 2005 – 06 до сезона 2008 – 09. Той беше съ-капитан на отбора в последния си сезон.
След завършването, Морисей започна в компания за разпродажба на билети, специално за събития в Янки Стейдиъм и Медисън Скуеър Гардън. Докато работеше в WWE, той твърдеше, че „не е пял много години“, но имаше опит с „уличните представи в метрата на Ню Йорк Сити“.
Морисей се среща с професионалната кечистка Лия ван Дейл, по-добре позната под сценичното си име Кармела.

## В кеча
- Финални ходове
  - East River Crossing[4][45] (Sitout swinging side slam)[46][47]
  - Empire Elbow[45] (Jumping elbow drop, с постановки)
- Ключови ходове
  - Big boot[47][48][49][50]
  - Fallaway slam
  - High knee[48][49][50][51]
  - Sidewalk slam[52][53]
  - Spinning side slam
  - Stinger splash[54]
- С Ензо Аморе
  - Отборни финални ходове
    - Rocket Launcher[55][56]
- Мениджъри
  - Кармела[57]
- Прякори
  - „Големия Бамбино“[58]
  - „Бейб Рута на побоя“
  - „Големият Кас пармезан“
- Входни песни
  - „SAWFT is a Sin“ на CFO$ с участието на Enzo Amore (NXT/WWE; използвана докато е в отбор с Ензо Аморе; 6 юни 2014 – )[59]

## Шампионски титли и отличия
- Pro Wrestling Illustrated
  - PWI класира Касиди като #206 от топ 500 индивидуални кечисти в PWI 500 през 2015[60]
- WWE NXT
  - Крайни годишни награди на NXT (1 път)
  - Отбор на годината (2015) с Ензо Аморе[61]